# Klortermin
Klortermin (Voranil) je lek koji je razvila Ciba tokom 1960-ih. On je anoreksični lek klase amfetamina. To je 2-hloro analog poznatijeg fentermina koji potiskuje apetit, i 2-hloro pozicioni izomer hlorfentermina. Klortermin proizvodi veoma niske stope samo-administriranja kod životinja, slično hlorfenterminu, i kao rezultat toga verovatno ne deluje na dopamin. Umesto toga, može delovati kao agens za oslobađanje serotonina i/ili norepinefrina.

## Osobine
Klortermin je organsko jedinjenje, koje sadrži 10 atoma ugljenika i ima molekulsku masu od 183,678 .
| Osobina                  | Vrednost |
| ------------------------ | -------- |
| Broj akceptora vodonika  | 1        |
| Broj donora vodonika     | 1        |
| Broj rotacionih veza     | 2        |
| Particioni koeficijent ( | 2,5      |
| Rastvorljivost (logS, log(mol/L))       | -3,6     |
| Polarna površina (PSA, Å2)  | 26,0     |

## Literatura
- Hardman JG, Limbird LE, Gilman AG (2001). Goodman & Gilman's The Pharmacological Basis of Therapeutics (10. изд.). New York: McGraw-Hill. ISBN 0071354697. doi:10.1036/0071422803.
- Thomas L. Lemke; David A. Williams, ур. (2007). Foye's Principles of Medicinal Chemistry (6. изд.). Baltimore: Lippincott Willams & Wilkins. ISBN 0781768799.